# Йохан Фридрих фон Дона-Лаук
Йохан Фридрих фон Дона-Лаук (на немски: Johann Friedrich Burggraf und Graf zu Dohna-Lauck ; * 16 декември 1716 в Райхертсвалде/Мораг, Варминско-Мазурско войводство; † 3 ноември 1760 или 7 февруари 1761, при Торгау, Саксония) е граф и бургграф на Дона-Лаук в окръг Пруска Холандия.
Той е вторият син (от 13 деца) на граф и бургграф Адолф Кристоф фон Дона-Лаук (1683 – 1736) и Фреде-Мария фон Дона-Шлодиен (1695 – 1772), дъщеря на граф и бургграф Кристоф I фон Дона-Шлодиен (1665 – 1733) и Фреде-Мария фон Дона (1660 – 1729), дъщеря на граф Кристиан Албрехт фон Дона (1621 – 1677) и София Доротея ван Бредероде (1620 – 1678).
Братята му са Кристоф Белгикус (1715 – 1773), Адолф Кристиан (1718 – 1780), Александер (1719 – 1793), Фабиан Карл (1721 – 1761, в битка Торгау), Фридрих Вилхелм (1722 – 1788), Емил (1724 – 1747), Август (1729 – 1793), пруски генерал-майор (1792), и Лудвиг (1733 – 1787).
Йохан Фридрих фон Дона-Лаук е убит в битка при Торгау на 7 февруари 1761 г. на 44 години.

## Фамилия
Йохан Фридрих фон Дона-Лаук се жени на 12 август 1754 г. в Гошюц в Долна Силезия за графиня Амалия Хелена фон Райхенбах (* 13 май 1738 в Гошюц; † 6 април 1817 в Халбау), дъщеря на граф Хайнрих Леополд фон Райхенбах-Гошюц (1705 – 1775) и графиня Фридерика Шарлота фон Шьонайх-Каролат (1720 – 1741), дъщеря на княз Ханс Карл цу Каролат-Бойтен (1689 – 1763) и бургграфиня и графиня Амалия фон Дона-Шлодиен (1692 – 1761). Те имат три деца:
- Карл Леополд (*/† 1757 в Клингенберг)
- Фридерика Амалия Хелена (* 1755 в Лаук; † 1757 в Елбинг)
- Амалия Вилхелмина Каролина Леополдина фон Дона-Лаук (* 5 декември 1759, Ландсберг; † 30 юли 1842, Халбау), омъжена на 10 октомври 1776 г. в Халбау за граф Карл фон Коспот (* 14 август 1736, Шилбах; † 2 март 1799, Халбау), син на Йохан Карл Ердман фон Коспот, господар на Шилбах, Бланкенберг и Шонбризе (1709 – 1770) и Беата Юлиана фон Зайдлиц († 1768).

Вдовицата му Хелена фон Райхенбах се омъжва втори пътна 30 октомври 1769 г. в Клайн Коценау за граф Фридрих Август фон Коспот (* 22 юли 1717, Шилбах; † 3 октомври 1782, Халбау), син на Йохан Август фон Коспот (1683 – 1758) и София Фридерика Амалия фон Бойлвиц (1691 – 1733).